# Свиридовка (Житомирская область)
Свиридовка (укр. Свиридівка) — село на Украине, основано в 1899 году, находится в Малинском районе Житомирской области.
Код КОАТУУ — 1823485508. Население по переписи 2001 года составляет 85 человек. Почтовый индекс — 11600. Телефонный код — 4133. Занимает площадь 0,73 км².

## Адрес местного совета
11614, Житомирская область, Малинский р-н, с. Морозовка